# 109P/Swift-Tuttle
Kometa Swifta-Tuttle’a (formalne oznaczenie 109P/Swift-Tuttle) – kometa okresowa należąca do grupy komet typu Halleya o okresie obiegu 133 lat. Po raz pierwszy została zaobserwowana w lipcu 1862 roku, niezależnie przez Lewisa Swifta i Horace’a Parnella Tuttle’a, a po raz drugi przez japońskiego astronoma Tsuruhiko Kiuchiego w czasie jej ponownego pojawienia się w 1992 roku.
Za każdym razem, kiedy kometa zbliży się do Słońca, jej lodowe jądro paruje, uwalniając cząstki i grudki pyłu, które tworzą potem długi warkocz w przestrzeni kosmicznej. Co roku Ziemia w swej okołosłonecznej wędrówce wpada na rój meteoroidów związany z tą kometą, a małe drobiny, które wchodzą w jego skład, rozpędzone do 59 km/s dostają się do atmosfery i spalają się, tworząc zjawisko „spadających gwiazd” nazwanych Perseidami.
109P/Swift-Tuttle znajduje się na orbicie przecinającej orbitę Ziemi, co może doprowadzić w przyszłości do jej zderzenia z Ziemią lub Księżycem. Z pewnością nie nastąpi to jednak w najbliższym tysiącleciu.